# Balingup
Balingup är en ort i Australien. Den ligger i kommunen Donnybrook-Balingup och delstaten Western Australia, omkring 210 kilometer söder om delstatshuvudstaden Perth. Antalet invånare är 442.
Runt Balingup är det mycket glesbefolkat, med 3 invånare per kvadratkilometer.. Balingup är det största samhället i trakten.
I omgivningarna runt Balingup växer i huvudsak städsegrön lövskog. Genomsnittlig årsnederbörd är 858 millimeter. Den regnigaste månaden är september, med i genomsnitt 164 mm nederbörd, och den torraste är februari, med 8 mm nederbörd.